# Casa de Moragues
La Casa de Moragues és una casa nobiliària mallorquina del Regne de Mallorca fundada el 1230 per Guillem Moragues, provinent de Jaca (Aragó) per ajudar a Jaume el Conqueridor en la conquesta de la resta de l'illa a les muntanyes on els moros s'havien fet forts oposant seriosa resistència.

## Escut
Arbre verd en camp d'or. Atorgat pel Rei Jaume el Conqueridor.

## Branques
Al segle xvii es van formar en Mallorca tres branques principals dels Moragues: de la primera va ser progenitor Mateu Moragues Nicolau; de la segona, Joan de Moragues Nicolau, i de la tercera, Bartomeu de Moragues Nicolau, els tres fills de Mateu Moragues i Julià, senyor de la cavalleria de Estallerich, que va fundar fideïcomís en 1601.
La branca primera va acabar al segle xviii a Miquel Canyelles (fill de Gabriel Canyelles i de dona Joana de Moragues).
A la segona branca va pertànyer Guillem de Moragues, que va provar la seva qualitat de noble davant la cúria del corregiment de Palma, segons sentència dictada el 30 d'abril de 1784, i va ser ciutadà militar de Palma. També el seu nebot, Joan de Moragues, capità de milícies provincials des de 1775.
La tercera branca, creada per Bartomeu de Moragues Nicolau, va romandre extingida en la seva quarta neta Jerònima de Moragues i Vila del Pujol, casada amb Joan Bastard de la Torre i Maçanet.
Antoni de Moragues i Comelles va provar la seva noblesa per a ingressar com a cavaller cadet guàrdia marina a 1795.

## Propietats
Els Moragues foren propietaris de diverses possessions, principalment a Deià i Valldemossa; Son Moragues de Valldemossa fou comprada per Lluís Salvador d'Àustria-Toscana. A Palma, Can Moragues del Racó encara ara pertany als membres de la casa de Moragues.

## Antecedents
Fonts orals i escrites diuen que aquest noble i antic llinatge català procedeix d'un dels cònsols de Roma, i que a ell va pertànyer el general Moragas, que va servir a l'emperador Flavi Honori. En diversos documents de l'època romana es diu a aquesta família «Eqüestre» i «Senatorial». Afegeixen que d'ells va procedir una línia que va venir a establir-se a Espanya.